# Владас Дрема
Вла́дас Дре́ма (лит. Vladas Drėma; 10 грудня 1910, Рига — 4 січня 1995, Вільнюс) — литовський художник, працівник музею, мистецтвознавець, історик культури, педагог; лауреат Національної премії Литви (1992), почесний доктор Вільнюської художньої академії, перший почесний громадянин Вільнюса.

## Біографія
Народився у сім'ї, що переселилася з селища Гервяти (нині на території Білорусі) в Ригу для роботи на фабриках малоземельних селян. Рано став сиротою, жив під піклуванням родичів на батьківщині своїх батьків. Гервятський ксьондз, побачивши його малюнки, у 1920 році відправив талановитого хлопчика у Вільно та влаштував його до притулку на Буфаловій горі (нині гора Таурас). З 1921 року Дрема проживав у Вільно та навчався у литовській гімназії імені Вітаутаса Великого. У 1926—1931 роках відвідував художню студію Вітаутаса Кайрюкштіса. Закінчив гімназію у 1931 році, далі навчався в університеті. У 1936 році закінчив факультет витончених мистецтв Університету Стефана Баторія (навчався у художника Людомира Следзинського).
Був одним із засновників «Віленської групи» художників, до котрої увійшли віленські живописці різних національностей (євреї, литовці, поляки). Викладав малювання та креслення у віленських школах та гімназіях. У 1937—1938 роках вдосконалював художні навички у Варшаві. Під час Другої світової війни працював у Білоруському музеї у Вільно (1941—1944). У цей час почав збирати матеріали для історії рукописної та друкованої книги Великого князівства Литовського, плануючи видати цю роботу до 1947 року, коли відзначалося 400-річчя першої литовської книги, і тому Владас Дрема є одним із перших дослідників книжкової культури старої Литви.
Після війни був директором Етнографічного музею (1945—1946), а пізніше завідувачем відділення образотворчого мистецтва у Художньому музеї (1946—1961). Викладав у Державному художньому інституті (1946—1950, 1957—1970) та Віленському університеті (1956—1958). З 1970 року працював в Інституті консервування пам'ятників. В останні роки життя був тяжко хворий, але не припиняв наукову діяльність.
У 1992 році ушанований Національною премією Литви в галузі культури та мистецтва, а також отримав звання почесного доктора Вільнюської художньої академії та почесного громадянина Вільнюса. У 1999 році одна з вулиць Вільнюса у районі Вяркяй була названа ім'ям Владаса Дреми.

## Творчість
Брав участь у виставках з 1931 року. Творчість Дреми напочатку була близька до кубізму та конструктивізму, а пізніше до реалістичного живопису, проте з тенденцією до узагальненості та орнаментальності. Значне місце у його творчості займали віленські мотиви. У 1928 році створив футуристичну картину «Вільно у 2000 році». Під час навчання в університеті зазнав впливу неокласицизму.
Писав акварелі. З 1930-х років працював переважно в області графіки. Створив декілька стилізованих натюрмортів у техніці кольорової ліногравюри. У техніці гравюри на міді створював зазвичай види Старого міста. Пейзажі Дреми реалістичні, з промальованими деталями та романтичним настроєм.
У 1936—1938 роках працював над оформленням книг литовських поетів (Юозаса Кекштаса, Они Міцюте, Альбінаса Жукаускаса) та інших видань. Також був автором плакатів, екслібрисів, театральних декорацій.
Роботи зберігаються у Литовському художньому музеї, Національному музеї М. К. Чюрленіса, у приватних колекціях Литви та Польщі.

## Мистецтвознавство
З 1935 року активно співпрацював з періодичними виданнями. У литовських, польських, білоруських, російських журналах опублікував понад 150 статей на тему історії мистецтва та архітектури кінця XVIII—XIX століть, методики оцінки культурного спадку. Також є автором монографій про архітектуру Вільнюса та окремі пам'ятки архітектури, про художників, що працювали у Литві (Франциск Смуглевич, Канут Русецький, Вінценти Смоковський та інші), та ряд біограм для «Словника польських художників» („Słownik artystów polskich“, 6 t., 1971—1998). Було видано 13 книжок із матеріалами про вільнюські будівлі у різних архівах, зібраних Владасом Дремою, „Vilniaus namai archyvų fonduose“.

## Роботи
- Drėma, Vladas. Pranciškus Smuglevičius. — Vilnius: Vaga, 1976. (лит.)
- Drėma, Vladas. Dingęs Vilnius. — Vilnius: Vaga, 1991. — 404 с. — 40 000 прим. — ISBN 5-415-00366-5. (лит.)
- Drėma, Vladas. Kanutas Ruseckas. — Vilnius: Vilniaus dailės akademijos leidykla, 1996. — 287 с. — ISBN 9986-571-18-9. (лит.)
- Drėma, Vladas. Vilniaus Šv. Jono bažnyčia. — Vilnius: R. Pakalnio leidykla, 1997. — 312 с. — ISBN 9986-830-00-1. (лит.)
- Drėma, Vladas. Vincentas Smakauskas. — Vilnius: Vilniaus dailės akademijos leidykla, 2001. — 271 с. — ISBN 9986-571-69-3. (лит.)
- Drėma, Vladas. LDK miestai ir miesteliai: iš Vlado Drėmos archyvų. — Vilnius: Versus aureus, 2006. — 856 с. — ISBN 9955699469. (лит.)